# Tweede Kamerverkiezingen in het kiesdistrict Boxmeer (1850-1869)
Tweede Kamerverkiezingen in het kiesdistrict Boxmeer (1850-1869) geeft een overzicht van verkiezingen voor de Nederlandse Tweede Kamer in het kiesdistrict Boxmeer in de periode 1850-1869.
Het kiesdistrict Boxmeer werd ingesteld in 1850 bij de inwerkingtreding van de Kieswet. Tot het kiesdistrict behoorden de volgende gemeenten: Arcen en Velden, Beers, Bergen, Beugen, Boxmeer, Broekhuizen, Cuijk en Sint Agatha, Escharen, Gassel, Gennep, Grave, Grubbenvorst, Haps, Horst, Linden, Maashees en Overloon, Meerlo, Mill en Sint Hubert, Mook en Middelaar, Oeffelt, Oploo, Ottersum, Sambeek, Sevenum, Venray, Vierlingsbeek, Wanroij en Wanssum.
In 1858 werd de indeling van het kiesdistrict gewijzigd. De gemeente Grave werd toegevoegd aan het kiesdistrict 's-Hertogenbosch.
Het kiesdistrict Boxmeer vaardigde in dit tijdvak per zittingsperiode één lid af naar de Tweede Kamer. 
Legenda
- vet: gekozen als lid van de Tweede Kamer.

## 27 augustus 1850
De verkiezingen werden gehouden na ontbinding van de Tweede Kamer, na inwerkingtreding van de Kieswet waarbij het kiesdistrict Boxmeer werd ingesteld.
|                           | 27 augustus |
| ------------------------- | ----------- |
| Kiesgerechtigden          | 1.065       |
| Opkomst                   | 694         |
| Geldige stemmen           | 681         |
| Blanco stemmen            | 1           |
| Kandidaten                |             |
| J.B.J. Hengst             | 549         |
| J.B. van Sasse van Ysselt | 66          |
| P. Bloemarts              | 22          |
| J.L.A. Luyben             | 19          |

## 17 mei 1853
De verkiezingen werden gehouden na ontbinding van de Tweede Kamer.
|                           | 17 mei |
| ------------------------- | ------ |
| Kiesgerechtigden          | 1.149  |
| Opkomst                   | 931    |
| Geldige stemmen           | 928    |
| Blanco stemmen            | 3      |
| Kandidaten                |        |
| J.B.J. Hengst             | 732    |
| J.B. van Sasse van Ysselt | 183    |

## 10 juni 1856
De verkiezingen werden gehouden vanwege de afloop van de zittingstermijn van het gekozen lid. 
|                      | 10 juni |
| -------------------- | ------- |
| Kiesgerechtigden     | 1.191   |
| Opkomst              | 819     |
| Geldige stemmen      | 811     |
| Blanco stemmen       | 5       |
| Kandidaten           |         |
| J.B.J. Hengst        | 703     |
| L.G.A. van der Wijst | 88      |

## 12 juni 1860
De verkiezingen werden gehouden vanwege de afloop van de zittingstermijn van het gekozen lid. 
|                  | 12 juni |
| ---------------- | ------- |
| Kiesgerechtigden | 1.103   |
| Opkomst          | 973     |
| Geldige stemmen  | 963     |
| Blanco stemmen   | 4       |
| Kandidaten       |         |
| H.C.F. Kerstens  | 632     |
| J.H.L. Haffmans  | 329     |

## 14 juni 1864
De verkiezingen werden gehouden vanwege de afloop van de zittingstermijn van het gekozen lid. 
|                  | 14 juni |
| ---------------- | ------- |
| Kiesgerechtigden | 1.162   |
| Opkomst          | 726     |
| Geldige stemmen  | 710     |
| Blanco stemmen   | 15      |
| Kandidaten       |         |
| H.C.F. Kerstens  | 700     |

## 30 oktober 1866
De verkiezingen werden gehouden na ontbinding van de Tweede Kamer.
|                        | 30 oktober |
| ---------------------- | ---------- |
| Kiesgerechtigden       | 1.190      |
| Opkomst                | 776        |
| Geldige stemmen        | 752        |
| Blanco stemmen         | 21         |
| Kandidaten             |            |
| H.C.F. Kerstens        | 697        |
| C. van Weichs de Wenne | 19         |

## 22 januari 1868
De verkiezingen werden gehouden na ontbinding van de Tweede Kamer.
|                                    | 22 januari |
| ---------------------------------- | ---------- |
| Kiesgerechtigden                   | 1.286      |
| Opkomst                            | 921        |
| Geldige stemmen                    | 912        |
| Blanco stemmen                     | 7          |
| Kandidaten                         |            |
| H.C.F. Kerstens                    | 501        |
| J.M.B.J. van der Does de Willebois | 343        |
| H. van Sasse van Ysselt            | 66         |

## 4 mei 1869
Hyacinthus Kerstens, gekozen bij de verkiezingen van 22 januari 1868, trad op 15 april 1869 af vanwege zijn herbenoeming als griffier van het kantongerecht in Boxmeer. Om in de ontstane vacature te voorzien werd een tussentijdse verkiezing gehouden.
|                  | 4 mei |
| ---------------- | ----- |
| Kiesgerechtigden | 1.286 |
| Opkomst          | 683   |
| Geldige stemmen  | 654   |
| Blanco stemmen   | 23    |
| Kandidaten       |       |
| H.C.F. Kerstens  | 649   |

## Voortzetting
In 1869 werd het kiesdistrict Boxmeer omgezet in een meervoudig kiesdistrict, waaraan gedeelten van de kiesdistricten Eindhoven (de gemeenten Boekel, Gemert, Nistelrode en Uden), 's-Hertogenbosch (de gemeenten Reek, Velp en Zeeland) en Roermond (de gemeenten Beesel, Belfeld, Helden, Kessel, Maasbree, Tegelen en Venlo) toegevoegd werden.